# Paa annandalii
Paa annandalii és una espècie de granota que viu a l'Índia, el Nepal i, possiblement també, a Bhutan i la Xina.
Està amenaçada d'extinció per la pèrdua del seu hàbitat natural.